# Novembre 1966

## Évènements
- Réforme constitutionnelle en Espagne : séparation des pouvoirs entre le chef de l’état et le chef du gouvernement (le premier nomme le second) ; élargissement des Cortes à des membres élus par les chefs de famille et les femmes mariées.

- 1er novembre (Inde) : une loi votée en septembre divise le Penjab en trois États : le Penjab, l'Haryana et l’Himachal Pradesh. L'Haryana a été dissocié du Penjab aux fins de satisfaire à la demande des Sikhs.

- 4 novembre : inondations catastrophiques à Florence et à Venise.

- 7 novembre : élection à Cleveland du premier maire noir d'une grande ville américaine.

- 8 novembre : Ronald Reagan est élu gouverneur de Californie.
- 11 novembre - 15 décembre : mission spatiale Gemini 12, à bord James Lovell et Buzz Aldrin effectuent le dernier vol habité du programme Gemini, visant à préparer, améliorer et entraîner les techniques et le matériel nécessaire pour le programme Apollo.

- 18 novembre : inauguration par André Malraux de l’exposition « Hommage à Picasso » à Paris.

- 22 novembre : Jelle Zijlstra entre en fonction comme nouveau Premier ministre des Pays-Bas.

- 27 novembre : le système présidentiel est rétabli par la constitution en Uruguay.

- 28 novembre : coup d’État militaire au Burundi. Établissement de la République.

- 30 novembre : indépendance de la Barbade.

## Naissances
- 1er novembre : Brigitte Giraud, écrivain français.
- 4 novembre : Mireia Cornudella Felip, skipper espagnole d'origine catalane.
- 6 novembre : 
  - Laurent Lafforgue, mathématicien français.
  - Hervé Mathoux, journaliste sportif français.
- 15 novembre : Albert Pahimi Padacké, homme politique tchadien et premier Ministre du Tchad depuis 2021.
- 16 novembre : Christian Lorenz, claviériste du groupe de metal industriel allemand Rammstein.
- 17 novembre :
  - Sophie Marceau, actrice française.
  - Jeff Buckley, chanteur américain († 1997).
  -  Jaime Viñals, un alpiniste guatémaltèque.
  - Nuno Gomes Nabiam,  homme d'État bissau-guinéen et premier ministre de Guinée-Bissau.
- 18 novembre : Claudine Prudencio, femme politique béninoise.
- 19 novembre : Dominique Arnould, coureur cycliste français.
- 23 novembre : Vincent Cassel, acteur français.
- 29 novembre : 
  - John Layfield, catcheur américain de la WWE.
- 30 novembre : Mika Salo, pilote finlandais de F1 de 1994 à 2002.

## Décès
- 9 novembre : André Bloc, architecte.
- 23 novembre : Seán T. O'Kelly, président de la république d'Irlande de 1945 à 1959.